# Catuabina
Catuabinas são um grupo de alcalóides de tropano, isolados a partir da Erythroxylum vaccinifolium, que são utilizados na preparação da Catuaba.Enquanto catuabina A, B e C foram isolados e caracterizados por Graf e Lude (1977, 1978), catuabina D foi recentemente isolado por Zanolari et al.

Catuabina A
Catuabina B
Catuabina C
Catuabina D